# Radovan Ćurčić
Radovan Ćurčić (ur. 10 stycznia 1972 w Ivanjicy) – serbski piłkarz występujący na pozycji napastnika. Trener piłkarski. Były selekcjoner reprezentacji Serbii.

## Kariera piłkarska
W swojej karierze Ćurčić reprezentował barwy zespołów Javor Ivanjica, OFK Beograd, ND Gorica oraz Borac Čačak.

## Kariera trenerska
Karierę trenerską Ćurčić rozpoczął w Javorze Ivanjica. Następnie prowadził Boraca Čačak, a potem wrócił do Javora. W 2010 roku został asystentem Vladimira Petrovicia w reprezentacji Serbii. Od października 2011 do kwietnia 2012 był jej tymczasowym selekcjonerem. W roli tej zadebiutował 11 listopada 2011 w przegranym 0:2 towarzyskim meczu z Meksykiem. Kadrę Serbii poprowadził w czterech spotkaniach.
Następnie Ćurčić trenował reprezentację Serbii U-21, a w 2014 roku ponownie został selekcjonerem pierwszej reprezentacji Serbii. W kwietniu 2016 roku został zwolniony z tej funkcji.